# 十三头网子
头网子是扮戏成发型的工具。秦腔中的角色行当分为四生、六旦、二净、一丑，共计十三门，因此又称十三头网子。

## 四生
老生、须生、小生、幼生

## 六旦
老旦、正旦、小旦、花旦、武旦、媒旦

## 二净
大净、毛净